# Xã Northmoreland, Quận Wyoming, Pennsylvania
Xã Northmoreland (tiếng Anh: Northmoreland Township) là một xã thuộc quận Wyoming, tiểu bang Pennsylvania, Hoa Kỳ. Năm 2010, dân số của xã này là 1.558 người.